# アゲム語
アゲム語（アゲムご、英: Aghem language）は、カメルーンの北西州Menchum県（英語版）Wumコミューン（英語版）で話されている言語である。WumまたはYumという別称がある。
その話者数は26,700人（2000年）である。
言語系統としてニジェール・コンゴ語族の草原バントゥー語群に属する言語である。